# Stillaren
Stillaren är en sjö i Hofors kommun i Gästrikland och ingår i Gavleåns huvudavrinningsområde. Sjön har en area på 0,268 kvadratkilometer och ligger 101 meter över havet. Sjön avvattnas av vattendraget Gammelstillaån.

## Delavrinningsområde
Stillaren ingår i det delavrinningsområde (670050-154039) som SMHI kallar för Utloppet av Stillaren. Medelhöjden är 112 meter över havet och ytan är 1,69 kvadratkilometer. Räknas de 4 avrinningsområdena uppströms in blir den ackumulerade arean 14,17 kvadratkilometer. Gammelstillaån som avvattnar avrinningsområdet har biflödesordning 3, vilket innebär att vattnet flödar genom totalt 3 vattendrag innan det når havet efter 74 kilometer. Avrinningsområdet består mestadels av skog (73 procent). Avrinningsområdet har 0,27 kvadratkilometer vattenytor vilket ger det en sjöprocent på 15,8 procent.